# Ernest Hébert
Antoine Auguste Ernest Hébert (Grenoble, 3 de noviembre de 1817 – (La Tronche, 5 de diciembre de 1908) fue un pintor académico francés.

## Datos biográficos

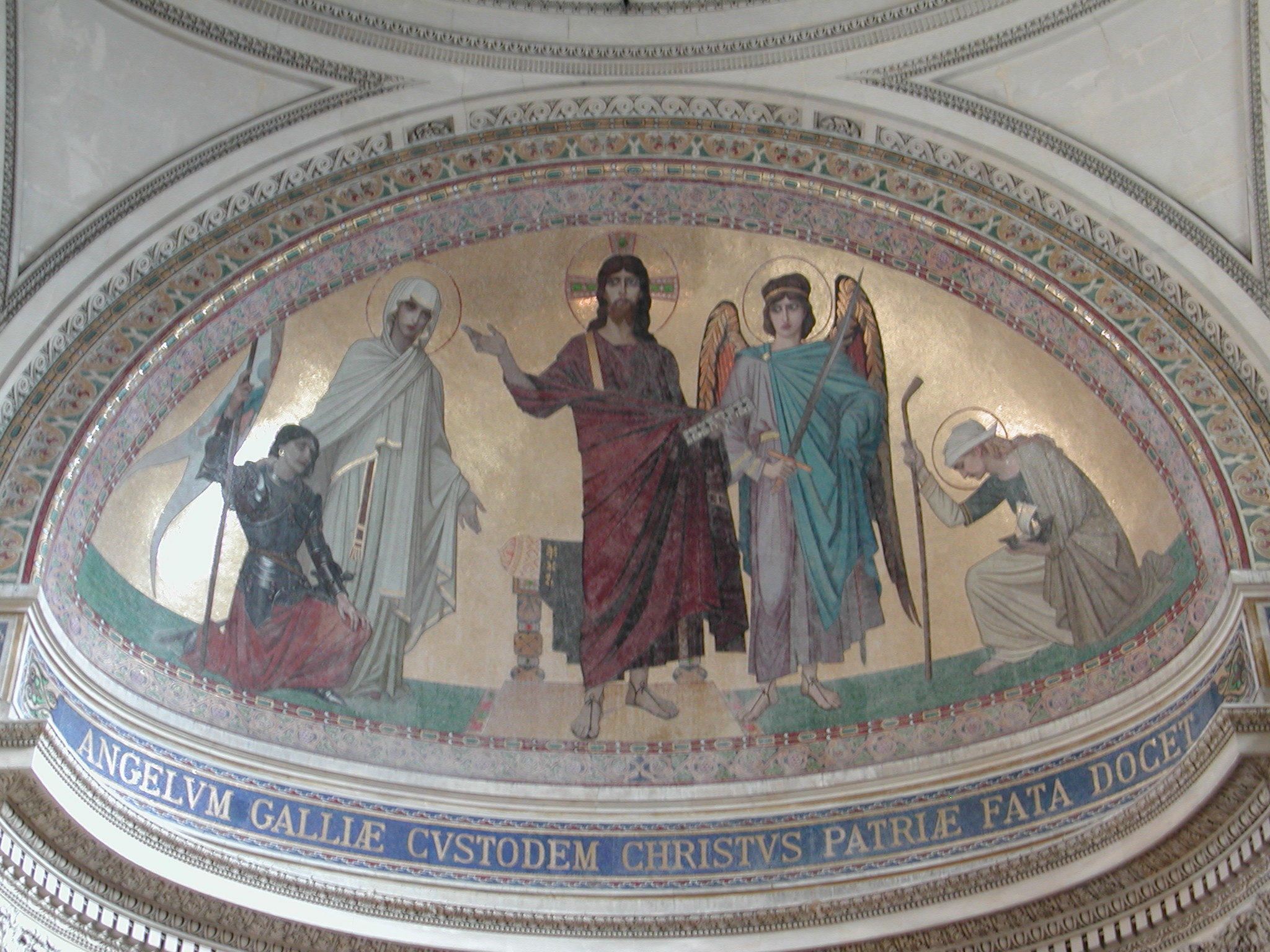
Mosaico del ábside del Panteón de París, según Ernest Hébert.

En 1835 se mudó de Grenoble, donde nació, a París. Realizó estudios con el escultor David d'Angers y con el pintor Paul Delaroche. A pesar de haber recibido clases de arte, en gran parte, se había formado por sí mismo al presentar, teniendo 22 años, su obra La copa en prisión (Le cup in prison) en el Salón de París alcanzado un temprano éxito. Después, ingresó en la Escuela de Bellas Artes de París.
Fue galardonado con el Gran Premio de Roma y pasó treinta años en Italia, donde dirigió dos veces la Academia Francesa en Roma. Al regresar a Francia fue reconocido como uno de los grandes pintores del Segundo Imperio y nombrado profesor de la Escuela de Bellas Artes de París.
Murió en su casa de La Tronche, hoy convertida en el Museo Hébert.

## Obra
Hébert fue un pintor con su superlativo dominio de la luz y el color. Sus paisajes y escenas campesinas italianos están realizados en un realismo algo melancólico y con cierta exaltación de la belleza de sus modelos femeninas. Muy destacado retratista, pintó a muchas de las celebridades de su tiempo. Entre sus obras principales se encuentra La malaria